# Tard
Tard – wieś i gmina w północno-wschodniej części Węgier, w pobliżu miasta Mezőkövesd.
Administracyjnie gmina należy do powiatu Mezőkövesd, wchodzącego w skład komitatu Borsod-Abaúj-Zemplén i jest jedną z jego 21 gmin. Gmina liczy 1331 mieszkańców (2009) i zajmuje obszar 40,5 km².

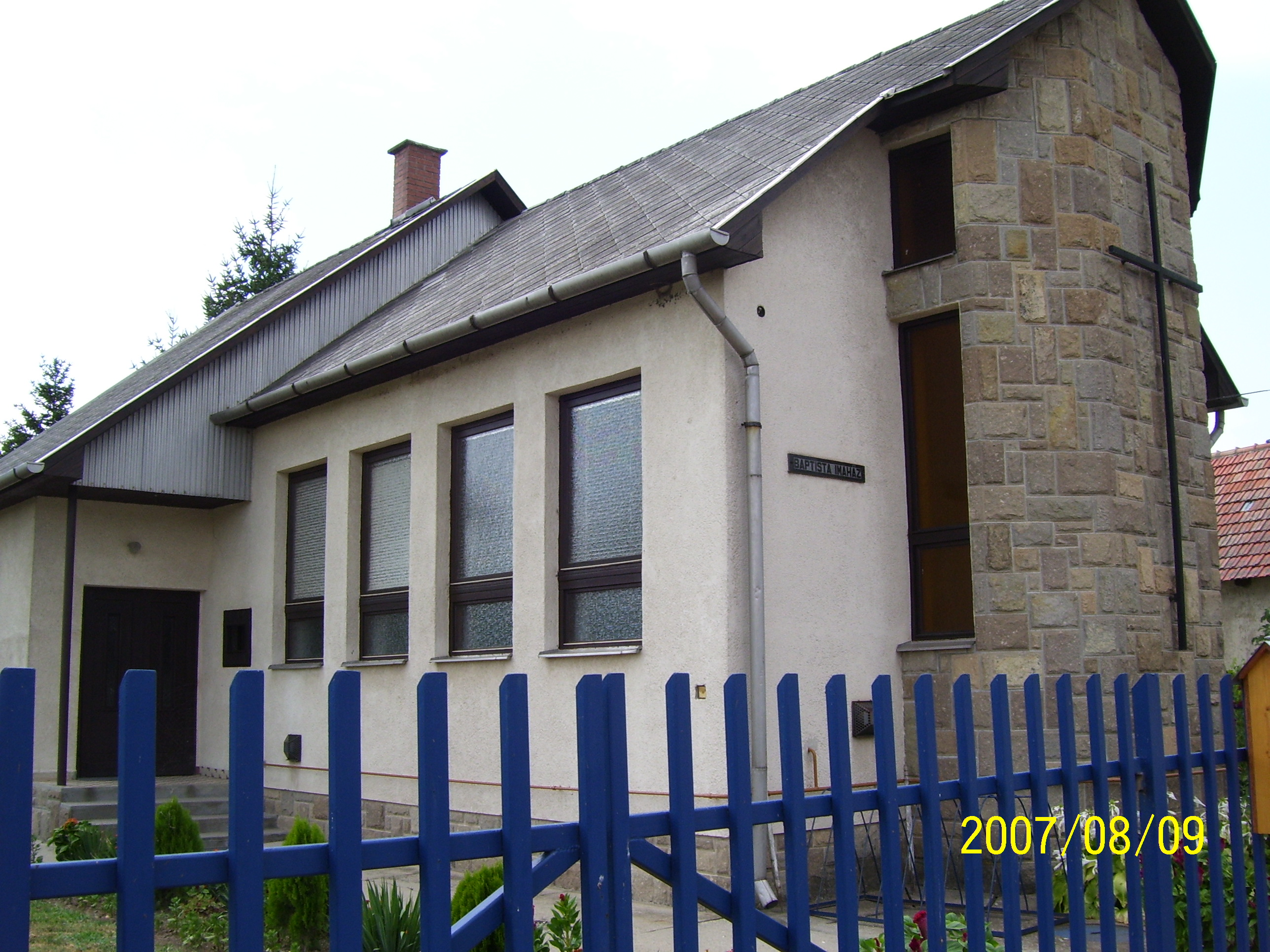
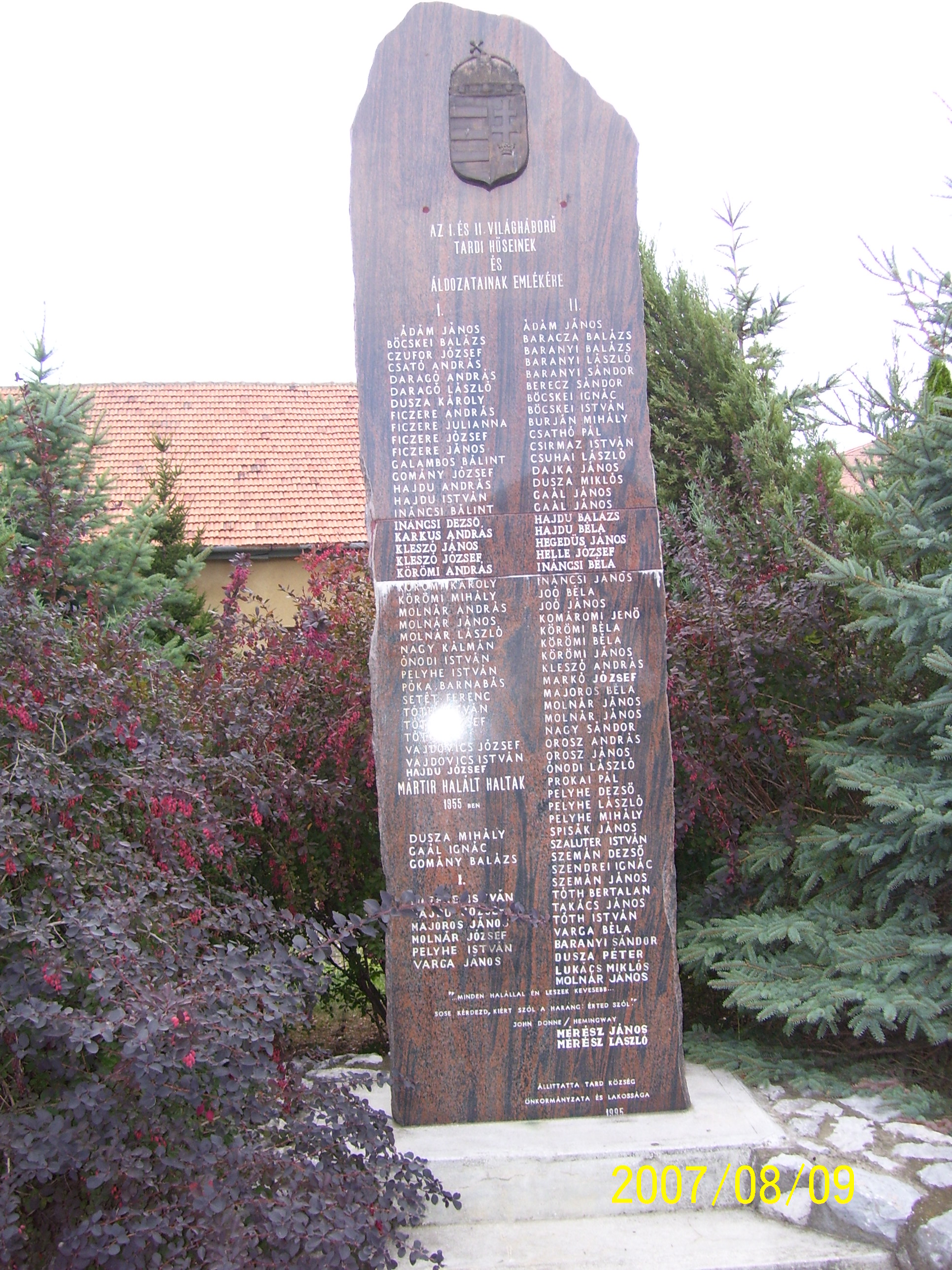
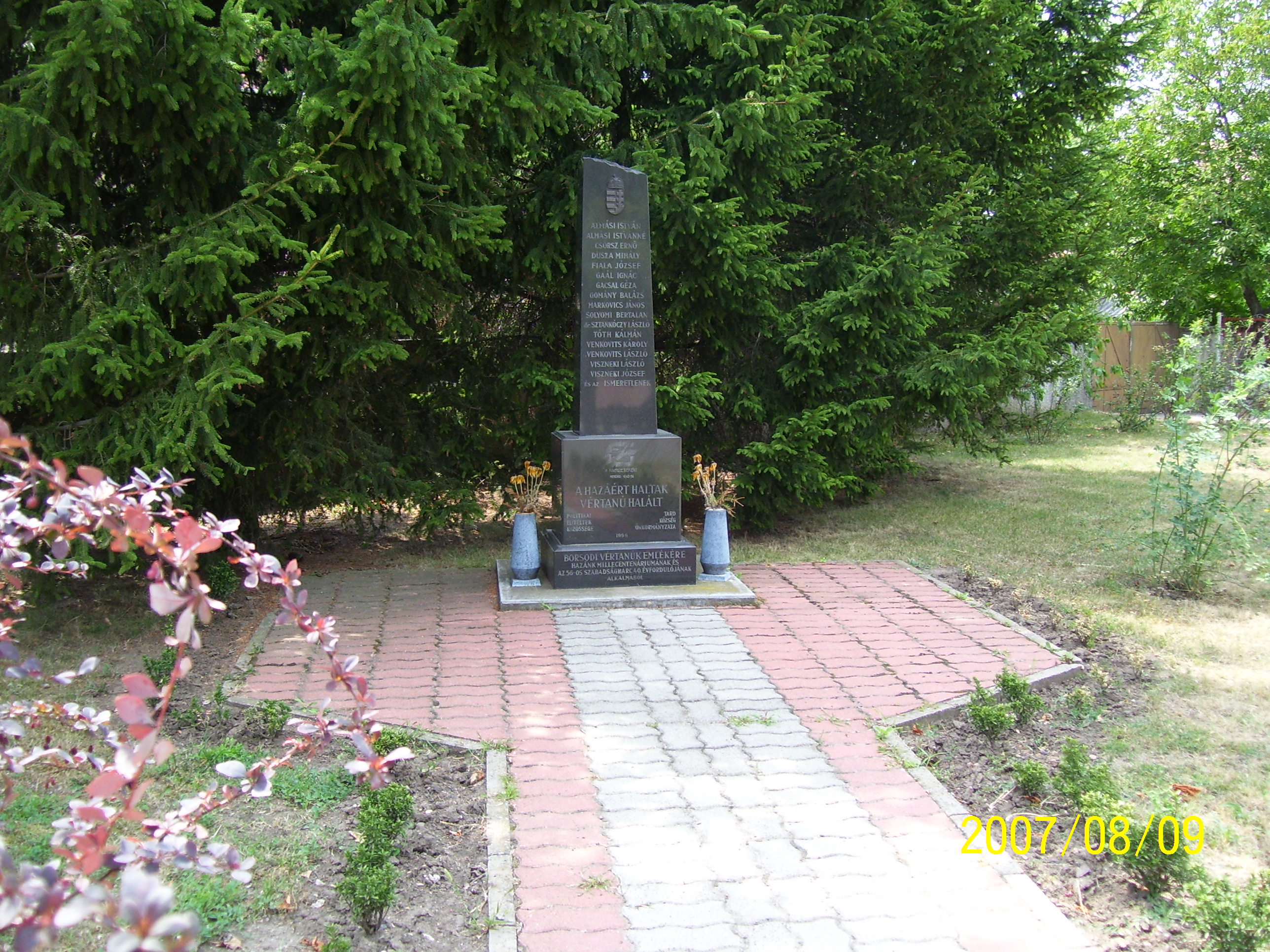